# Lista de lagoas do Espírito Santo
Lista de lagoas do estado do Espírito Santo, Brasil.

## Linhares
Linhares possui 69 lagoas, cujo destaque é a Lagoa Juparanã.

## Marataízes
- Lagoa do Siri[2]
- Lagoa Dantas
- Lagoa Funda
- Lagoa Encantada
- Lagoa da Lagoinha
- Lagoa das Pitas
- Lagoa do Cedro
- Lagoa do Mangue
- Lagoa do Tiririca
- Lagoa Boa Vista
- Lagoa Caculucagem

## Serra
- Lagoa de Carapebus[3]
- Lagoa do Juara ou Juá

## Vila Velha
- Lagoa Grande (Ponta da Fruta)[4]
- Lagoa Jacuné ou de Morada do Sol